# Rudolf Arthur Pfeiffer
Rudolf Arthur Pfeiffer (* 30. März 1931 in Saarbrücken; † 1. Juni 2012 in Erlangen) war ein deutscher Humangenetiker. Er entdeckte das Pfeiffer-Syndrom im Jahr 1964.

## Leben
Pfeiffer studierte Medizin an den Universitäten in Saarbrücken, Wien, Frankfurt und Heidelberg. Danach war er an der Westfälischen Wilhelms-Universität Münster wissenschaftlicher Assistent am Institut für Humangenetik und an der Kinderklinik. An letzterer habilitierte er 1965 in Kinderheilkunde. Nach einer fast achtjährigen Lehrtätigkeit als Dozent und außerplanmäßiger Professor am Institut für Humangenetik erhielt er 1973 seine Berufung auf den neu geschaffenen Lehrstuhl für Humangenetik der Medizinischen Hochschule Lübeck.
1978 ging Pfeiffer an die Friedrich-Alexander-Universität Erlangen-Nürnberg, wo er als Nachfolger von Gerhard Koch den Lehrstuhl für Humangenetik und Anthropologie am Institut für Humangenetik und Anthropologie übernahm. Im April 1999 erfolgte seine Emeritierung. Er war Gründungsmitglied und Präsident der europäischen Gesellschaft für genetische Beratung.
Pfeiffer wurde ihm 2000 die Ehrendoktorwürde der Universität Rennes 1 verliehen. Des Weiteren erhielt er 2001 das Bundesverdienstkreuz am Bande und im Januar 2002 den Ordre des Palmes Académiques.